# 핵 앤드 슬래시
핵 앤드 슬래시(hack and slash)는 게임을 분류하는 요소의 하나이다. 원래는 롤 플레잉 게임의 용어로 사용되어 왔다. 원래는 《던전 & 드래곤》과 RPG에서 몬스터를 잡아 경험치와 강력한 아이템을 입수하여 캐릭터를 강화해 더욱 강력한 몬스터를 사냥하는 플레이 스타일을 말한다.

## 같이 보기
- 액션 롤플레잉 게임
- 진행형 격투 게임
- 던전 탐험
- 로그라이크
- 슬래셔 영화